# スーパービーダマン バトルフェニックス64
『スーパービーダマン バトルフェニックス64』は1998年7月24日にハドソンから発売された、爆球連発!!スーパービーダマンを題材にしたNINTENDO 64ソフト。

## ゲームモード

### ビーダーモード
メインのゲームモード。全部で10種類の競技が用意されており、3通りのバトルでプレイ可能。
- ビーダーバトルロイヤル

CPU相手の勝ち抜き戦で、「ひよっこビーダーカップ」「スーパービーダーカップ」「キングオブビーダーカップ」の3つのカップがある。
- タッグマッチトーナメント

スーパービーダーカップクリア後に出現。キャラクターを2人選びチーム戦を行う。プレイヤー2人協力も可能。
- フリーバトル

自由に競技を選択してプレイできる。プレイヤー2人対戦も可能。

### バトルモード
互いにビー玉をぶつけ合い、敵をバトルフィールドから落下させる対戦バトルモード。
最大4人まで同時プレイが可能。

### ビーダマアイテムモード
ゲーム中に手に入る「ビーダマアイテム」の効果を見たり、使用できるモード。
ゲームデータの保存もここで行う。
ビーダマアイテムは全部で64+1種類あり、ゲームのグラフィックや効果音の変更が出来るものやミニゲームがプレイできるもの、ビーダーモードの競技中に使用できるアイテム等も存在する。
また、64GBパックを介してゲームボーイ用ソフト『スーパービーダマン ファイティングフェニックス』と通信を行ってビーダマアイテムを入手することも可能。

## 登場キャラクター
- 戸坂 玉悟（タマゴ）

使用ビーダマンはファイティングフェニックスだが、条件を満たすとバトルフェニックスになる。
ファイティングフェニックスはパワーとしめ撃ちに優れるが連射と素早さが低い。しかし、バトルフェニックスはファイティングフェニックスのしめ撃ち以外の全パラメータを+1加算され、最高クラスのパワーとやや高めな連射速度を持つ。
- 西部 丸馬（ガンマ）

使用ビーダマンはワイルドワイバーン。連射と素早さが高い。
- サラー

使用ビーダマンはスタッグスフィンクス。全体的にバランスの取れた性能を持つ。
- 円 大作

使用ビーダマンはバーストギガンテス。パワーは最高クラスだが連射は最低。
- 飛田 猫丸

使用ビーダマンはニャンコロファイター。素早さが最高。
ひよっこビーダーカップクリア後に出現するキャラクター
- 伊集院 圧政

使用ビーダマンはケーニッヒケルベロス。性能はファイティングフェニックスと同じ。
- 北条 明

使用ビーダマンはユンカーユニコーン。性能はワイルドワイバーンと同じ。
スーパービーダーカップクリア後に出現するキャラクター
- パンダ使いのユッケ

使用ビーダマンはパンダコパンダー。性能はスタッグスフィンクス同様、バランスが取れている。
- スティンガーグッズ

使用ビーダマンはクールガンナー。両手に拳銃を持った西部のガンマンのような外見。
性能はパワーと素早さが高く、しめ撃ちと連射が低め。
- 風魔のイッタ

使用ビーダマンはハガネ。忍者のような外見をしている。
ニャンコロファイター同様素早さが最高で、連射もワイルドワイバーン並みに高いがパワーは低く、しめ撃ち能力は最低。
特殊条件を満たせば使用可能になるキャラクター
- マスター攻略王

使用ビーダマンは攻略王スペシャル改。全ての能力がオール4と高水準。
スーパービーダーカップで最後の相手として戦う。使っているキャラクターが得意とするバトルで戦うことになるが、その強さは尋常ではなく、使っているキャラクターによってはビーダマアイテム無しではあっさり負けてしまうほど。
また、初めて攻略王が出現した時やバトルする時は専用BGMが流れる。
- タコっぴ

使用ビーダマンはちゅ～ちゅ～タコカイザー。連射と素早さは最高だが、パワーとしめ撃ちは最低というスピードに特化した性能を持つ。
キングオブビーダーカップで最後の相手として戦う。「闘魂ロボットバトル」で戦うことになり、その時は戦わせるロボットが普段とは違う「タコロボ」となる。
初めて出現した時やバトルするときは攻略王同様専用BGMが流れる。また、初めて出現したときのセリフは宇宙語のため、何を言っているのかわからないが、あるビーダマアイテムを入手することでセリフがわかるようになる。